# Head for the Door
Head for the Door – trzecia studyjna płyta rockowego zespołu The Exies. Album został wydany w 2004 roku, jego sprzedaż była zbliżona do sprzedaży poprzedniej płyty zespołu zatytułowanej Inertia i wynosiła około 400 000 kopii.
Muzyka zawarta na płycie to mieszanka rocka alternatywnego, post grunge'u i punk rocka.

## Lista utworów
1. "Slow Drain" – 3:35
2. "Splinter" – 3:39
3. "Ugly" – 3:18
4. "What You Deserve" – 3:08
5. "Hey You" – 3:58
6. "Baptize Me" – 3:38
7. "F.S.O.S." – 2:39
8. "My Opinion" – 3:20
9. "Dear Enemy" – 3:55
10. "Tired of You" – 3:59
11. "Normal" – 3:35
12. "Don't Push the River" – 2:54

## Single z płyty
- Ugly
- What You Deserve
- Hey You